# Лесовски пролом
Лесовският пролом е пролом на река Тунджа в Южна България, между планината Сакар на запад и Дервентските възвишения на изток в Област Хасково и Област Ямбол и частично в Република Турция.
Проломът е с дължина около 18 km, а средната му надморската височина е около 62 m. Той е тесен, живописен и със стръмни склонове, всечен в гнайси и шисти. Образуван е през неоген-кватернера от ерозионната дейност на река Тунджа.
Започва югоизточно от село Устрем, при помпената станция на селото, на 76 m н.в. и се насочва на юг-югоизток. След около 7 km достига до държавната ни граница с Република Турция, като тук е и средната му надморска височина от около 62 m. Оттук до края на пролома на протежение от около 11 km по талвега на реката преминава границата между двете държави, като левия (източен) долинен склон е на турска територия. В този си участък проломът придобива каньоновиден характер –тесен и със стръмни, на места отвесни склонове. Завършва на около 2 km източно от нашето село Маточина, на 46 m н.в., където реката навлиза в широката долина на Марица. Точно в края на пролома държавната ни граница изоставя реката и отново става сухоземна с посока югозапад.
Източно от село Маточина, над високия бряг на реката, на българска територия е запазената от Средновековието Маточинска крепост.
Лесовският пролом е един от малкото проломи в България, през който няма прокаран автомобилен път или жп линия.

## Топографска карта
- Лист от карта K-35-65. Мащаб: 1 : 100 000.
- Лист от карта K-35-66. Мащаб: 1 : 100 000.
- Лист от карта K-35-78. Мащаб: 1 : 100 000.